# Mazda Furai Concept
Mazda Furai Concept é um carro-conceito produzido pela Mazda.
O nome Furai significa "o som do vento". Com um nome poético assim, nem parece que ele é um dos supercarros presentes na edição 2008 de Detroit, com design que segue a estética do Mazda Nagare, em que todas as partes possíveis têm a forma de uma folha ou onda. Mas os engenheiros tiveram o desafio de não cair na mesmice, já que  essa linha já foi usada nos últimos conceitos do fabricante japonês, e conseguir apresentar um modelo mais agressivo e surpreendente. E o Furai é, ainda mais com sua preparação para corrida.
Baixo (cerca de um metro) e causando a impressão de ser longo, o Furai é quase todo entre-eixos com suas rodas nas extremidades. Grade, faróis e saídas de ar laterais remetem às formas propostas pelo estilo Nagare e criam formas realmente originais, como há muito tempo não se via. Ele é uma tentativa da marca de aproximar seus carros de corrida dos de produção mas, infelizmente, ele não está nos planos da Mazda nem para as pistas, nem para as ruas, pelo menos para breve - o que é uma pena para uma marca que não se destaca há bastante tempo.
O chassi adotado é o Courage C65 de duas temporadas de LMP-2 na American Le Mans Series (ALMS), com seu motor rotativo com três rotores e 450 cv. A grande novidade do motor rotativo do Furai é, no entanto, a possibilidade de rodar com etanol ou misturas em diferentes dosagens deste com gasolina. Um câmbio de seis velocidades é operado por alavanca atrás do volante. Freios Brembo de competição garantem eficiência nas frenagens. O piloto/motorista se senta à direita, mas há lugar para um acompanhante. As portas se abrem ao estilo de tesoura dos Lamborghini.